# 姜思序堂
姜思序堂是江苏省苏州市的一家制作中国画颜料的老字号，创立于清乾隆年间，是江苏老字号品牌。

## 历史
姜思序堂起自清初，有明末进士姜图香后裔之姜姓画家，善于制作颜料，因技艺高超，名声在外，引得各方来求。后其子孙传承了这门手艺，改为家庭作坊式经营。至乾隆年间，在阊门内设铺开业。借姜家中的“思序堂”起名为姜思序堂，自此闻名全国。
太平天国时期，姜家离苏避难，姜思序堂停业。后姜氏后人姜少甫回苏，重拾姜思序堂招牌重新开业，采用传统制作方法，使产品质量得以长期保持。
宣统三年（1911年）姜少甫因病，将姜思序堂交由徒薛文卿管理。后薛文卿又传与子薛庚耀。
1953年，姜思序堂国画颜料生产合作社成立，并发展为姜思序堂国画颜料厂。
因现代化学颜料大量占据市场，传统颜料需求紧缩，姜思序堂经营不济，于2005年宣告破产。2012年，由私人注资重开。2015年被认定为江苏老字号。

## 工艺
姜思序堂所生产颜料，包括粉状、膏状、印泥，原材料均选用天然植物、动物、矿石等，选料考究。制作主要依靠手工，其膏状颜料的主要工艺有粉碎、研磨、下胶、革脚、煎色、干燥、称量等。姜思序堂的产品品种繁多，工艺繁复，特点是易溶易化，着色不脱，色泽鲜明，经久不变。被不少近现代大家如任伯年、吴昌硕、徐悲鸿、齐白石等所青睐。
2011年，姜思序堂国画颜料制作技艺入选中国国家级非物质文化遗产名录，代表性传承人为1964年进入姜思序堂国画颜料厂的仇庆年。